# Lep na muchy

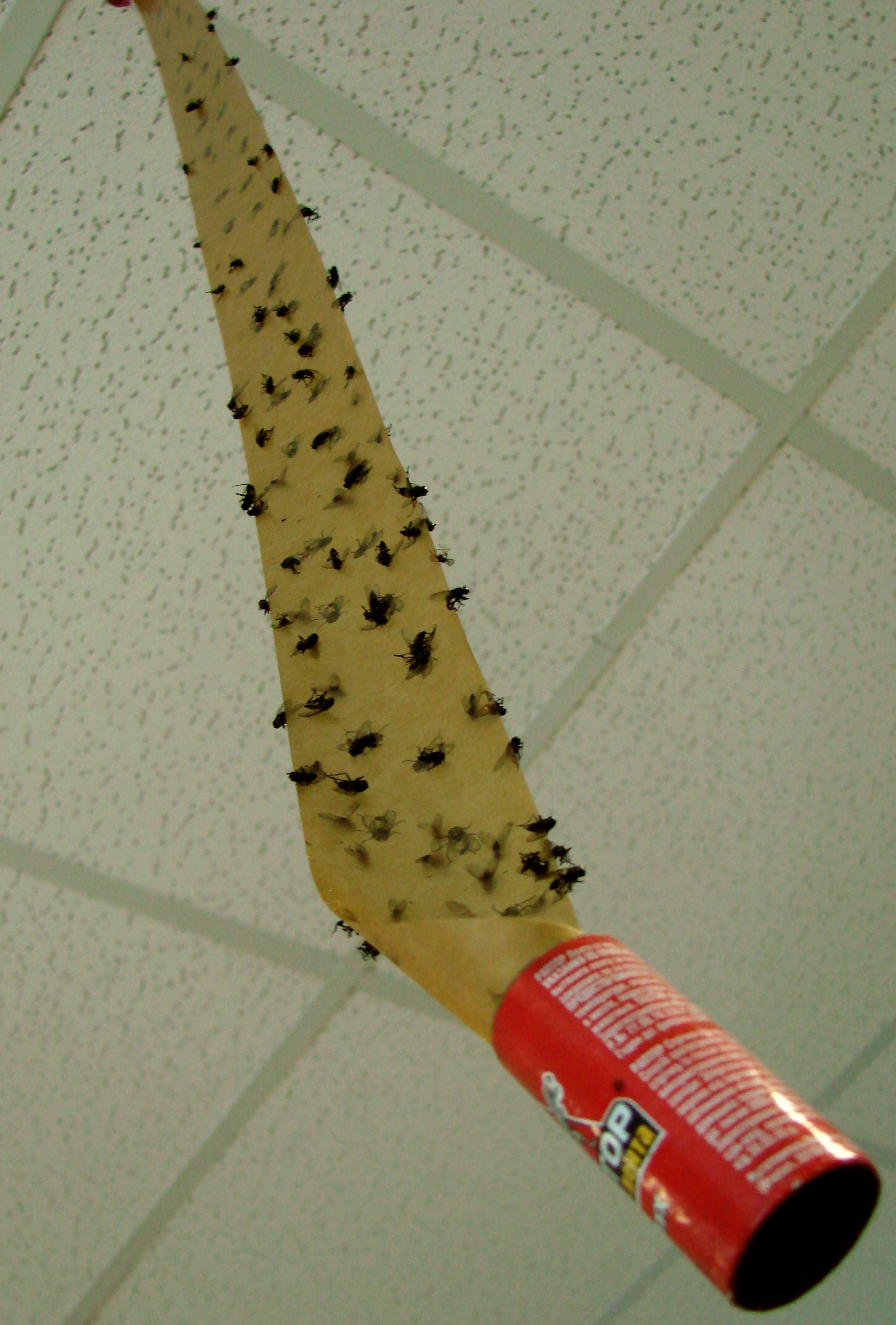
Lep na muchy zwisający spod sufitu

Lep na muchy – środek służący do zwalczania owadów latających, w szczególności much; rodzaj pułapki sporządzonej najczęściej z paska papieru szerokości kilku (np. 5) centymetrów i długości kilkudziesięciu (np. 50) centymetrów obustronnie pokrytego warstwą kleju. Pasek taki podwiesza się we wnętrzu pomieszczenia, często pod zwisającą w nim lampą, gdzie gromadzą się latające muchy.
Receptura kleju pokrywającego papier jest tak dobrana, by miał on dostatecznie dużą lepkość w szerokim zakresie temperatur spotykanych we wnętrzach, a często także by wabił muchy do tego, by przysiadały na jego powierzchni. Mucha, która przysiądzie na lepie, najczęściej nie jest w stanie pokonać lepkości kleju i ginie z głodu i wyczerpania przyklejona do papieru. Lep na muchy można sporządzić także sposobem domowym wykorzystując klej sporządzony na bazie syropu klonowego, miodu lub roztworu cukru. Spotykane w handlu lepy na muchy mogą prócz kleju i substancji wabiących zawierać również truciznę, przyspieszającą uśmiercenie złapanych na lep owadów.
Pasek lepkiego papieru przed użyciem może być albo zwinięty w rolkę, albo poskładany „w harmonijkę” i w tej postaci zapakowany do pudełka, co umożliwia transport i dystrybucję bez obawy przedwczesnego wyschnięcia kleju, uszkodzenia lub nieoczekiwanego sklejenia się z innymi przedmiotami. Pudełko to najczęściej – po rozwinięciu i powieszeniu lepu – pozostawia się wiszące na jego końcu, co z jednej strony obciąża koniec paska i w ten sposób zapobiega samoistnemu zwinięciu się i ponownemu sklejeniu papieru (np. pod wpływem podmuchów i ruchów powietrza), a z drugiej strony także czyni lep lepiej widocznym, co ułatwia jego dostrzeżenie przez znajdujących się w pomieszczeniu ludzi i zmniejsza prawdopodobieństwo przyklejenia do lepu twarzy lub włosów, jeśli wisi nisko.
Użycie lepów na muchy jest tanim sposobem na zmniejszenie liczby owadów we wnętrzach mieszkań i pomieszczeń gospodarczych, ale ich istotną wadą jest nieestetyczny wygląd, zwłaszcza kiedy zwisają oblepione martwymi owadami. Dlatego stosowanie ich ogranicza się raczej do pomieszczeń mniej reprezentacyjnych.
Odmianą lepu na muchy jest pokryty klejem sznurek spełniający identyczną funkcję, co pasek papieru.